# Historia hinduizmu
Historia hinduizmu – historia hinduizmu od początków do dziś.

## Korzenie hinduizmu
Hinduizm nie ma daty powstania ani założyciela. Hinduizm należy rozumieć jako zbiór różnorodnych systemów religijnych występujących w przeszłości i współcześnie na obszarze subkontynentu indyjskiego, które odróżniają się z jednej strony od buddyzmu, dźinizmu oraz islamu, a z drugiej strony od autochtonicznych religii plemiennych. Korzenie hinduizmu są niejednorodne i wielotorowe. To, co współcześnie nazywamy hinduizmem rozwijało się przez tysiące lat jako złożony system wierzeń, praktyk, rytuałów. U podstaw leży kompozyt wierzeń Indoeuropejczyków z Azji Środkowej, którzy określali siebie Arjami i dotarli na subkontynent indyjski. Ich wierzenia, stanowiące synkretyczną mieszaninę dawnych elementów środkowoazjatyckich i nowych indoeuropejskich, wzbogacone o wierzenia i praktyki religijne kultur Baktrii-Margiany, zetknęły się z pozostałościami cywilizacji Doliny Indusu.

### Religia cywilizacji doliny Indusu

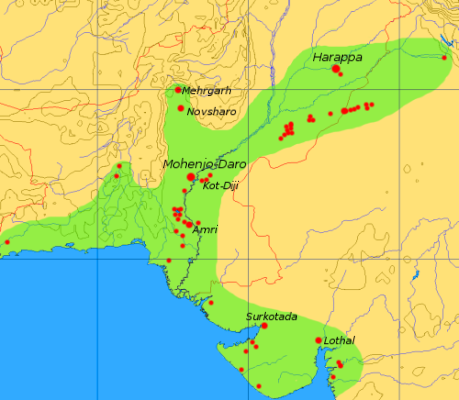
Zasięg cywilizacji doliny Indusu

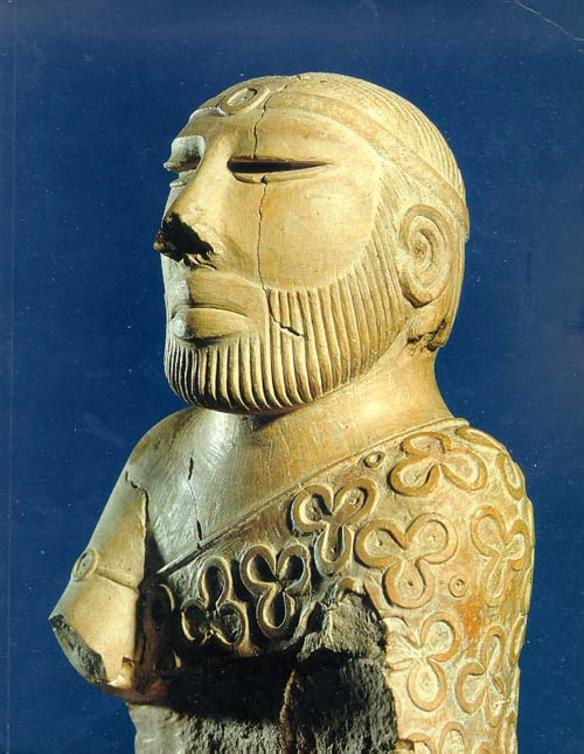
Rzeźba z Harappy identyfikowana jako przedstawienie kapłana

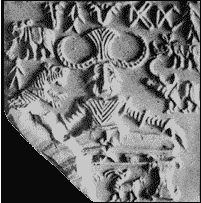
Pieczęć przedstawiająca prawdopodobnie bóstwo, często identyfikowane z późniejszym Śiwą

Cywilizacja doliny Indusu jest wciąż słabo znana, zwłaszcza ze względu na to, że do dziś nie udało się odczytać jej pisma. Poglądy na temat religii tej cywilizacji mają w dużej mierze charakter hipotez – opierają się na materiale archeologicznym, wyrywkowych i zniekształconych przekazach Rygwedy oraz na analizach tych treści hinduizmu, które wydają się być zapożyczeniami z tej kultury.
Mimo że nie znaleziono do tej pory żadnego obiektu, który można by z całą pewnością zidentyfikować jako świątynię, większość badaczy przypuszcza, że cywilizacja ta miała charakter ściśle hieratyczny i teokratyczny. Z pewnością nie miała charakteru militarnego, o czym świadczy brak pałaców i silnych fortyfikacji oraz dobrej broni.
Nie znaleziono wielu obiektów kultu – większość obiektów, którym przypisuje się znaczenie religijne, to niewielkie terakotowe figurki, przeznaczone do użytku domowego. Przedstawiają one najczęściej postacie kobiece o silnie podkreślonych drugorzędnych cechach płciowych, co każe sądzić, że religia doliny Indusu miała charakter kultu płodności i kobiecości. Istnieją także mniej liczne przedstawienia postaci płci męskiej, które często uznaje się za przedstawienia późniejszego hinduistycznego boga Śiwy. Istnieje też wiele wyobrażeń ciąży, fallusa (prawdopodobnie poprzedzające hinduistyczne lingamy) itp., także świadczące o tym, że religia doliny Indusu miała charakter kultu płodności.
Nie da się z całą jasnością ustalić, jak duży był wpływ religii doliny Indusu na dalszy rozwój hinduizmu. Prawdopodobnie podbita przez Ariów ludność przechowała wiele elementów swojej religii, i to właśnie te elementy przyczyniły się do zmierzchu pierwotnej religii najeźdźców, tworząc podstawy współczesnego hinduizmu, bardzo różnego od religii aryjskiej – charakterystyczne jest jednak to, że wpływy wierzeń religii miejscowej pojawiły się w religii indyjskiej na wiele wieków po pojawieniu się Ariów. Także charakterystyczna dla Indii struktura społeczna może być w jakimś stopniu wzorowana na religii doliny Indusu – źródła archeologiczne świadczą o znacznym wyspecjalizowaniu, złożonej stratyfikacji, małej mobilności i sztywności społeczeństwa tej cywilizacji. Charakter cywilizacji doliny Indusu mógł przyczynić się także do ukształtowania charakterystycznej mentalności Hindusów i całej umysłowości Indii – występuje w niej bowiem zamknięcie na wpływy wewnętrzne, hieratyczność, brak fantazji i zamiłowania do ryzyka, brak zapożyczeń technologicznych i kulturalnych z innych kultur, brak wielkich zmian i odkryć w ciągu jej historycznego rozwoju.

### Religia Ariów i wedyzm

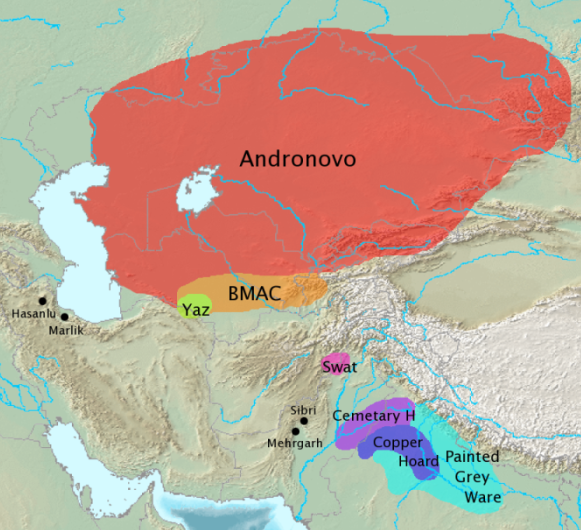
Kolebka Indo-Irańczyków

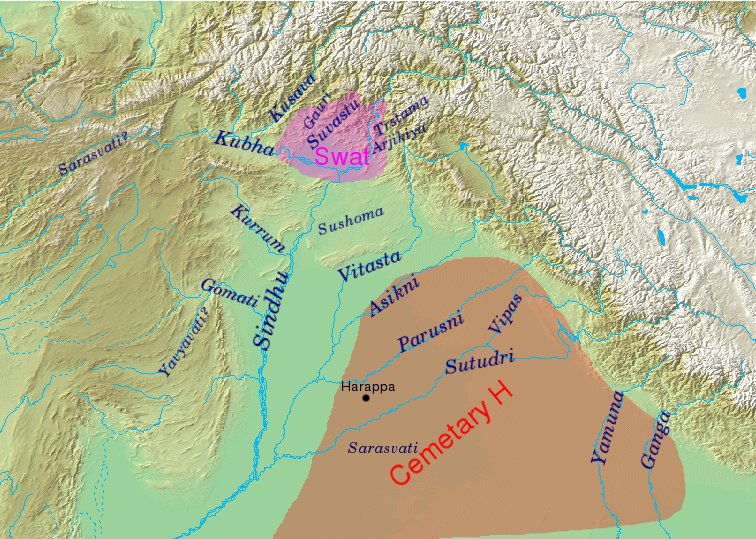
Geografia Rygwedy

Religia Ariów znana jest głównie z Rygwedy i dzięki porównaniom z religiami innych ludów indoeuropejskich (np. Greków, Hetytów, Mitannijczyków) a przede wszystkim z pierwotną religią najbardziej zbliżonych do Ariów ludów irańskich.
W pierwotnej religii Ariów kluczowe znaczenie miał kult Dyau, nieba – zanikł on jednak już w czasie pobytu Ariów w Indiach. Religia Ariów ma charakter politeistyczny, posiada złożony panteon i rozbudowaną mitologię, brak jest w nim jednak jakieś wyraźnej hierarchii, a ze względu na płynność funkcji poszczególnych bóstw częstym zjawiskiem jest tzw. henoteizm, tj. przypisywanie funkcji pozostałych bogów temu, którego sławi się w danym momencie, a szczególnie w momencie ofiary. Ariowie wierzyli, że świat kierowany jest przez podobne do ludzi personifikacje sił natury, deva. Największe znaczenie mieli w niej znani także z Iranu bogowie Agni, Mitra, Waruna, a przede wszystkim najpotężniejszy z nich, Indra, pan burzy i piorunów. Religia ta cechowała się także rozbudowanym systemem rytuałów i ofiar.
Ariowie stworzyli najświętsze pismo hinduizmu, Rygwedę, ok. 1500–1200 p.n.e., w czasie, gdy docierali do Gangesu – nie jest jednak wykluczone, że część jej hymnów jest starsza i powstała jeszcze przed przybyciem Ariów do Indii. Późnym odbiciem wędrówki Ariów z doliny Indusu do doliny Gangesu jest także Mahabharata, podczas gdy Ramajana jest odbiciem wydarzeń późniejszych, ich ekspansji na południe. Na podstawie Mahabharaty badacze twierdzą, że plemiona aryjskie dzieliły się na dwie główne grupy – pierwsza obejmowała Śrindżaja i Bharata, druga Jadu, Turwaśa, Anu i Puru. Mimo zasadniczo przyjaznych relacji, pierwsza i druga grupa weszła w konflikt, który wygrali w bitwie dziesięciu królów czczący Agniego Bharatowie. Z punktu widzenia historii religii szczególnie interesująca jest grupa druga, która, jako prawdopodobnie przybyła do Indii wcześniej, zmieszała się z ludnością miejscową (dasja, daśju) i przejmując część jej wierzeń.
Wedy początkowo nie były spisane, uczono się ich na pamięć – okoliczność ta ma duże znaczenie dla dalszego rozwoju kultury indyjskiej, jako że zaczęto przywiązywać ogromną wagę do dokładności przekazu tekstu, dzięki czemu mogła się rozwinąć indyjska gramatyka i logika. Najstarsze teksty, zawarte w Rygwedzie, to 1028 hymnów, z których większość to hymny pochwalne na cześć bóstw aryjskich. Późniejsze teksty zawierają przede wszystkim formuły magiczne i liturgiczno-ceremonialne – są to Jadźurweda (weda formuł ofiarnych), zawierająca także w zmienionej formie znaczną część hymnów Rygwedy, Samaweda (wiedza muzyczna), także zapożyczająca znaczną część tekstu z Rygwedy i Atharwaweda (weda zaklęć magicznych), zawierająca hymny i formuły sakralne oraz zaklęcia ludowe. Od Rygwedy do Atharwawedy postępuje proces asymilacji rdzennych treści indyjskich – Rygweda ma charakter aryjski, chociaż już w niej pojawia się po raz pierwszy Śiwa (Rudra), Atharwaweda czerpie już swoją treść głównie z wierzeń ludu. Pod koniec okresu aryjskiego powstały kolejne religijne teksty indyjskie – brahmany, aranjaki i upaniszady. We współczesnym hinduizmie teksty wedyjskie są słabo znane i nie przywiązuje się do nich większej wagi w codziennej religijności, uznaje je się jednak za objawione i za stanowiące fundament wiary.
W okresie przekształcania się wedyzmu w braminizm powstaje podstawowa teza teologiczno-filozoficzna hinduizmu: jedność atmana i brahmana, wyrażona w tzw. upaniszadach filozoficznych. W okresie tym o wiele większe znaczenie ma jednak rytuał ofiarny – rozbudowany ceremoniał. Składano też ofiary ze zwierząt, nieraz ogromne hekatomby – zwyczaj ten został zaniechany na gruncie hinduizmu, który ofierze krwawej nadał interpretację alegoryczną. Ceremonie były skrupulatnie pogrupowane według cyklu przemian naturalnych oraz podzielone na domowe i publiczne. Szczególnie istotna była ceremonia picia nektaru oszałamiającego (soma) – soma uznawana była za bóstwo, poświęcono jej bardzo wiele hymnów wedyjskich, do dziś nie wiadomo jednak, czym była. Do rytuału przyłączano stopniowo elementy magiczne pochodzące z tradycji ludowej. Ceremoniał stopniowo stawał się coraz bardziej złożony i kosztowny, wymagał wielu kapłanów-ofiarników, z których wykształciła się warna braminów. Ofiara pojmowana była jako odzwierciedlenie porządku kosmicznego umożliwiające człowiekowi szczęście w życiu przyszłym i nagrodę na ziemi.

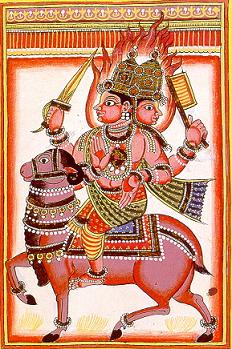
Agni, przedstawienie późniejsze

Początkowo największe znaczenie miał kult Djausa, nieba-ojca (tego samego pochodzenia, co kult Dzeusa i Jupitera) i jego małżonki Prythiwi (Ziemi), w późniejszej fazie ustępujący kultowi podstawowej trójcy bogów – Agniego (ognia), Indry (boga żywiołów i wojny) i Waruny, wszechwspółczującego, boga panującego we wszechświecie ładu. Wśród innych znanych bóstw należy wymienić Surję – boga słońca, Uszas – jutrzenkę, Jamę – boga śmierci, Waju – boga wiatrów, Maruty – bóstwa grzmotów, Aświnów – boskie bliźnięta, które jako synowie słońca przemierzają niebo na rydwanie torując drogę Uszas. Panteon indyjski miał charakter ściśle patriarchalny, co znajduje odpowiednik wśród innych pasterskich ludów praindoeuropejskich (u Greków, Hetytów, Italów, Irańczyków), które, podobnie jak Ariowie, drogą najazdu lub przenikania opanowały ziemie zamieszkane przez rolnicze ludy czczące żeńskie bóstwa płodności. We współczesnym hinduizmie kult wielu spośród tych bogów zanikł, kult innych przetrwał, przeważnie jednak ma niewielkie znaczenie. W okresie wedyjskim do panteonu indyjskiego przenikają też bóstwa lokalne – zwłaszcza Rudra, utożsamiany z Śiwą. Dewowie wplątani byli w konflikt z asurami i demonami (rakszasza), być może stanowiącymi karykatury bóstw przedaryjskich – także ludzie wplątani byli w ten konflikt.
W okresie dzielącym Rygwedę i upaniszady religia Ariów przechodziła stopniową ewolucję, polegającą głównie na asymilacji wierzeń przedaryjskich. Niektórzy badacze dopatrują się w wierzeniach Ariów elementów wyższej myśli religijnej i teologicznej, charakteryzującej się pierwotnym monoteizmem i ogólną refleksją kosmologiczną. Już w X hymnie Rygwedy istnieje problematyka jedynego Bytu. Koncepcja jedynego bóstwa rozwijała się jednak bardzo powoli i stanowiła marginalny element religii wedyjskiej. Jedyne bóstwo identyfikowano z Wiśwakarmanem, Pradżpatim i Brahmą. Prawdopodobnie pod wpływem tubylczym (już w cywilizacji doliny Indusu istniały pieczęcie przedstawiające prawdopodobnie pierwotnych joginów lub medytującego Śiwę) pojawili się pierwsi asceci indyjscy, wzmiankowani w Rygwedzie, a w upaniszadach zarysowały się po raz pierwszy koncepcje samsary i karmana.
Znaczenie dla dziejów religii ma także charakter społeczeństwa Subkontynentu okresu wedyjskiego, omówiony szerzej w artykule historia Indii. W okresie tym społeczeństwo nie było jeszcze spetryfikowane, istniały już jednak zaczątki podziału na warny. Ludność podbita, o ciemniejszej skórze, weszła w skład warstw niższych, Ariowie tworzyli natomiast wyższe warstwy społeczeństwa. Ariowie dzielili się natomiast na plemiona, w których początkowo największe znaczenie mieli wojownicy, zaczęła się wykształcać także władza królewska. Funkcje społeczne w okresie wedyjskim nie były jeszcze dziedziczne, choć istotny był w nich aspekt rasowy. Wraz z rozwojem ceremonii ofiarnych kształtowała się warstwa kapłanów – istnieje wiele przypadków, w których kapłani pochodzenia tubylczego wypierali kapłanów aryjskich, jednym z nich jest poświadczone w Mahabharacie usunięcie aryjskiego kapłana Wiśwamitry przez autora hymnu opiewającego zwycięstwo w bitwie dziesięciu królów Sudasa. Do dziś istnieją egzogamiczne dżati bramińskie wywodzące się z ludności tubylczej, takie jak Aghastja. Dopiero w trakcie tego procesu asymilacji warstwa bramińska popadła w konflikt z wojownikami, dzięki uzyskaniu monopolu na sprawowanie ofiar wychodząc z niego zwycięsko. Pierwotny podział arja-śudra (przy czym pozostaje przedmiotem sporu, czy śudrowie pochodzą wyłącznie z ludności tubylczej, czy też stanowią późniejszy produkt rozwarstwiania się społeczeństwa wedyjskiego) przekształcił się więc w klasyczny podział na warny, który przedstawia już Rygweda w późnym hymnie 90 w X księdze: obejmował on kapłanów (braminów) wojowników i władców (radżańja, później powszechnie zwani kszatrijami), rolników i hodowców (wajśjowie) i śudrów. Warstwa kapłańska objęła duchowe i polityczne przewodnictwo – stało się to początkiem nowego okresu w dziejach religii indyjskiej, braminizmu.

### Religia cywilizacji doabu

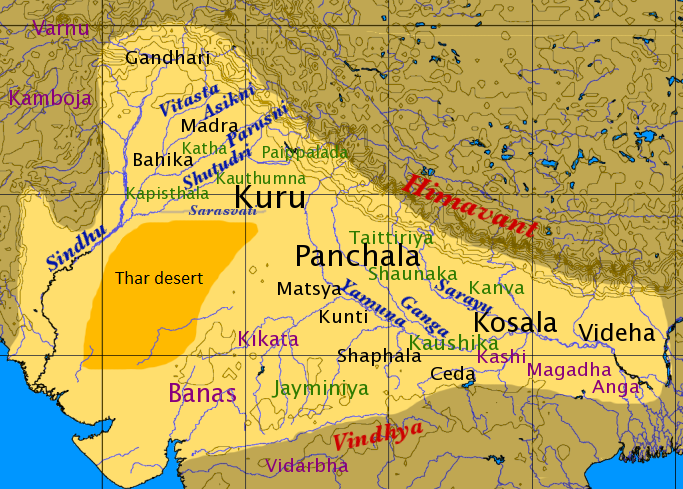
Indie w okresie wedyjskim

W okresie od zastosowania żelaza (ok. XI w. p.n.e.) horyzont geograficzny Ariów i centra indyjskiej cywilizacji przesunęły się z doliny Indusu do doliny Gangesu i Jamuny. Jest bardzo prawdopodobne, że cywilizacja indyjska kształtowała się mniej w kontakcie Ariów z pozostałościami cywilizacji doliny Indusu, a bardziej w kontakcie z kulturą ludów na południe od Pendżabu. Na terenach tych obok głównych grup Ariów, zgrupowanych w plemionach Puru-Kuru, żyły także plemiona pasterskie (Jadu) i grupy ludów leśnych (Naga). Echa ich rywalizacji przetrwały w Mahabharacie – epos ten obok aryjskiej epiki wojenno-heroicznej obejmuje też mity ludów leśnych, czczących węże i kobry, i sagi ludów pasterskich, wśród których rozwijał się kult Kriszny. W okresie tym powstają pierwsze ponadplemienne państwa Subkontynentu – Kośala na zachodzie, Kaśi nad środkowym Gangesem, Wideha na północ od Gangesu, Magadha i Angha – a nad Jamuną Watsa i kraj Jadawów. Niewiele wiadomo o Południu w tym okresie – literatura indyjska mówi o trzech regionach, Ariawarcie (Brahmawarcie) wokół Pendżabu, Madhjadeśę w doabie i na wschodzie oraz Dakszinapathę (Południe), historycy uważają jednak, że cywilizacja doabu mogła przekroczyć rzekę Narmadę, ale nie objęła najdalszego Południa. Także dane pochodzące z eposów są sprzeczne – Ramajana mówi, że w Dekanie tego okresu istniały tylko siedziby pustelników, w Mahabaracie znajdują się sugestie poświadczające znajomość całego Subkontynentu przez Ariów.
Cywilizacja doabu, zwana też cywilizacją Gangesu lub cywilizacją Ariów obejmuje okres od XI w. p.n.e. do VII–V w. p.n.e., przy czym jej datowanie i periodyzacja są bardzo nieprecyzyjne. Wydała ona młodsze wedy, eposy indyjskie Ramajanę i Mahabharatę oraz pismo, zwane brahmi. Sięgała od doliny Indusu po środkowy Bengal. Podstawą gospodarki było rolnictwo, zwłaszcza hodowla bydła. Istniały też miasta i pieniądz. Dzieje polityczne są natomiast prawie nieznane – trudno jednak wykluczyć, że przynajmniej część przekazów historycznych Mahabharaty odnosi się do realnych postaci i zdarzeń.
Religię cywilizacji doabu nazywa się zazwyczaj braminizmem, ze względu na dominację w niej braminów, warstwy kapłańskiej. Charakteryzuje ją porzucenie religii antropomorficznej i politeizmu, nie zaspakajających już potrzeb intelektualnych i społecznych nowej cywilizacji. Można tu wyróżnić dwa nurty ewolucji religii indyjskiej – pierwszym jest asymilacja religii doliny Indusu i wierzeń plemion zamieszkujących głębię Subkontynentu, drugim dociekania kosmologiczne, dążące do uchwycenia sensu kosmosu, z których pochodzą zasadnicze doktryny teologiczne i eschatologiczne hinduizmu, a później także filozofia indyjska. Bramini starają się poza zmiennym zmysłowym porządkiem świata (nazywanym później mają) dostrzec Brahmana, jakąś ogólną zasadę tych przemian, porównywalną do śródziemnomorskiej arché. Kolejnym etapem rozwoju religii indyjskiej był hinduizm – idee zawarte w braminizmie odzwierciedliły się w nim ściśle w nowym porządku społecznym, dostosowanym do rozwoju państwa i gospodarki.
Także rozumienie ofiary powoli ewoluuje – od rytuału zbiorowego o charakterze społecznym do techniki medytacyjnej. Przez większość omawianego okresu jadźńa pozostaje jednak istotą kultu, umożliwiając uzyskanie od bogów łask. Jako że to od nich zależało życie ludzi, a nawet prawidłowy przebieg procesów kosmicznych, i jednocześnie tylko kapłani potrafili je przeprowadzać (a niezbędna do tego była absolutna dokładność) pozycja społeczna kapłanów stała się dominująca.
Jednocześnie na przestrzeni kilku stuleci rozwijała się literatura wedyjska. Jej rozwój warunkowała zarazem potrzeba dokładnej znajomość rytuału i potrzeba nowej interpretacji świata społeczno-kulturowego. Datowanie tekstów wedyjskich jest bardzo trudne, daty ich powstania mogą się przesuwać nawet o kilka stuleci. Prócz tekstów wedyjskich, także purany, sutry i najważniejsze eposy pochodzą z epoki poprzedzającej panowanie Mauriów. Najstarsze to brahmany, przypisane konkretnym tekstom i szczegółowo je komentujące, zawierające prócz szczegółowego opisu przebiegu rytuału i jego znaczenia także rozwinięte w kolejnych epokach elementy fabularne, powstające między X a VII w. p.n.e. Ważniejsze to np. Aitarejabrahmana (komentarz do Rygwedy) i Śatapathabrahmana (komentarz do białej Jadźurwedy). Krótko po brahmanach powstały aranjaki („teksty leśne”), o charakterze magicznym, uznawane za niebezpieczne z powodu magicznej mocy i z tego powodu odmawiane w odosobnieniu w lasach.
Szczególnie duże znaczenie dla rozwoju myśli indyjskiej i całej hinduistycznej teologii mają upaniszady, powstające między VII a IV w. p.n.e., mające kontynuacje pisane aż do wieku XVI. Według tradycji jest 108 upaniszadów, z czego ok. 13 pierwotnych. Najstarsze to prawdopodobnie Bryhadadaaranjaka i Ćhandogja. Upaniszady powstały jako główny przejaw reformy religii aryjskiej w nurcie potrzeby nowego rozumienia świata i wed – dlatego też nazywane są ich „zamknięciem” (wedanta). Należy więc traktować je jako tekst wedyjski należący do brahmanizmu, ale torujący drogę do hinduizmu. Kluczowa teza upaniszadów to jedność atmana i Brahmana (atman Brahman). Koncepcja ta oznacza, że to co nieskończone i jedne w sobie nie jest poza tym, co skończone, ale wewnątrz niego – dzięki temu skończona jednostka ludzka może zdobyć wyzwalającą wiedzę o tym, co nieskończone. W drodze do uświadomienia sobie jedności atmana z Brahmanem dopomaga człowiekowi najwyższa jaźń, iśwara. By pojąć jedność atmana z Brahmanem należy uświadomić sobie jedność wszechrzeczy (okamewam adwitijam), niemożliwość eksplikacji wiedzy absolutnej (neti, neti – „nie to, nie to”), świadomościową naturę Brahmana (pradżnianam Brahman), zasadniczość Boga dla każdej rzeczy, w tym jaźni (atman Brahman), jedność własnej jaźni z Brahmanem (Aham Brahmasmi) i jedność wszechrzeczy z jaźnią (tattwamasi, to jesteś ty). Upaniszady ukształtowały doktrynę mai (złudy) i mukti (wyzwolenia), podstawy teologii hinduistycznej i hinduskiego sposobu życia. Przedstawiły także obraz życia etycznego, ukierunkowany na kontemplację, nie na działanie. Należy podkreślić, że przedstawiony w upaniszadach obraz życia nie jest negacją życia, ale właśnie jego afirmacją, nie ma na celu usunięcia niedoskonałości w człowieku, ale doprowadzenie go do harmonii. Dlatego też cztery podstawowe cele życia, artha (bogactwo), kama (przyjemność), dharma (prawość) i moksza (wyzwolenie) powinny znajdować się w równowadze, co jest możliwe dzięki tapas (wyrzeczeniu), śradha (wierze) i upasanie (medytacja).
Intelektualny i praktycznożyciowy elitaryzm upaniszadów wywołał konieczność powstania tekstów prostszych, bardziej dostępnych dla mas, a jednocześnie odpowiadających na potrzeby organizacji społecznej. Teksty te, dla odróżnienia od objawionych śruti nazywane smryti, to sutry, itihasy (historie) i purany (legendy). Sutry to zwięzłe teksty mające na celu zrozumienie szczegółów rytuału – regulują sposób obchodzenia się z ogniem ofiarnym, obyczaje, prawo i sprawy rodzinne. Teksty Kalpa regulują zasady zachowania w relacji do dharmy – gryhjasutra szczegóły rytuału w odniesieniu do czterech etapów życia, dharmasutra (z których wykształciły się późniejsze kodeksy prawne dharmaśastra) obowiązki władcy i wykaz obowiązków poszczególnych stanów społecznych i grup wiekowych. Obok kalpy istniało jeszcze pięć innych dziedzin wiedzy uznawanych za niezbędne do zrozumienia śruti – śiksza (fonetyka), wijakarana (gramatyka), nirukta (etymologia), chandas (prozodia) i dźjotisza (astronomia). Nauki te nazywano wedanga i przeciwstawiano naukom stosowanym (upaweda) do których należały ajurweda (medycyna), dhanurweda (łucznictwo), gandharweda (muzyka) i arthaśastra (rzemiosło, a później polityka). Istnieją także księgi poświęcone prawu, uznawane często za fundament hinduskiego życia społecznego, a tym samym za najbardziej ostre przejście od braminizmu do hinduizmu – księgi te, zwane dharmaśastra, tradycja przypisuje Manu. Istnieje wiele skrótów, przeróbek i komentarzy do tych tekstów, tekst podstawowy, Manawadharmaśastra powstał między III w. p.n.e. a III w. n.e.

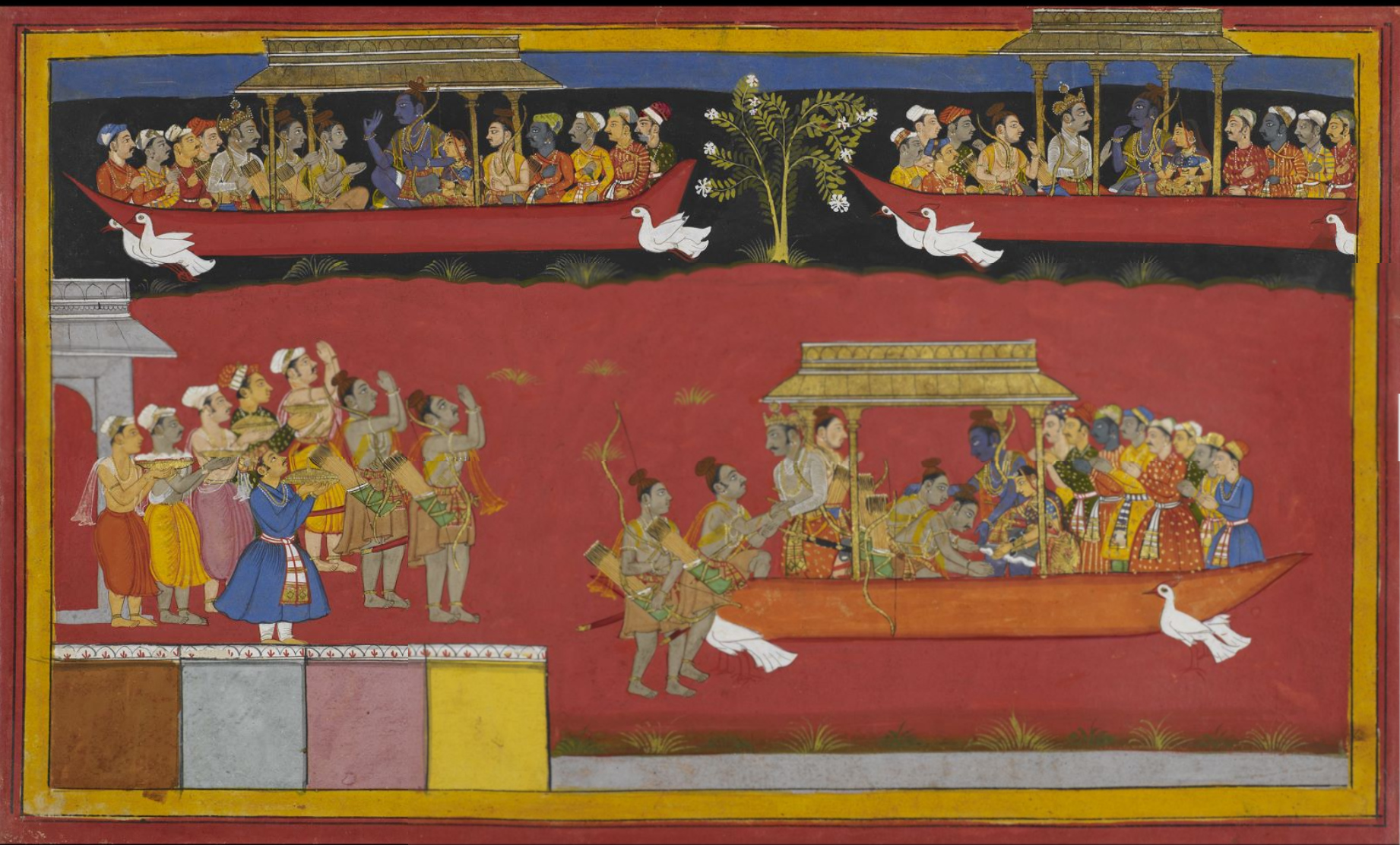
Nowożytna ilustracja do Ramajany

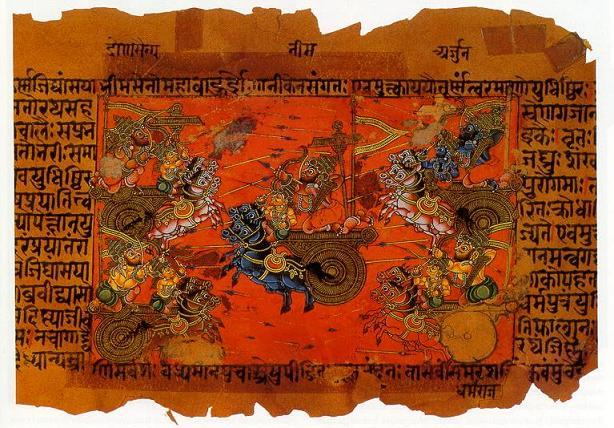
Nowożytna ilustracja do Mahabharaty

W okresie powstawania smryti prawdopodobnie panowało przekonanie, że treść śruti powinna być szeroko znana, w związku z czym została ona przedstawiona fabularnie w puranach (legendach) i itihasach (historiach). Istnieje 18 głównych i drugie 18 mniej znanych puran – nawiązując do eposów i dharmaśatr przynoszą one informacje legendarno-historyczne, opisując w ten sam sposób także legendy związane ze światem demonów i bogów. Najważniejsze itihasy, zredagowane ostatecznie między 500 p.n.e. a 200 n.e., to przypisywane Wjasie i Walmikiemu Mahabharata i Ramajana. Obie wywierają ogromny wpływ na życie i myślenie Hindusów wszystkich kolejnych epok, mają też wielką wartość literacką. Ramajana opowiada dzieje księcia Ajodhji Ramy. Odsunięty od tronu przez intrygi macochy Rama znalazł się na 14-letnim wygnaniu razem z żoną Sitą i bratem Lakszmaną. Za pomocą ministra króla małp Hanumana odzyskuje Sitę porwaną przez Rawanę, pana demonów z Cejlonu, zabija go, po czym powraca do swojego kraju i odzyskuje tron. Warstwa fabularna ma przedstawić zalety etyczne, takie jak wierność, miłość braterska i ideał władcy. Warstwa religijna ukazuje Ramę jako awatarę (wcielenie) boga Wisznu, a Sitę jako wcielenie bogini Lakszmi. Mahabharatę od Ramajany odróżnia konstrukcja – Ramajana posiada zwartą strukturę narracyjną, podczas gdy w fabułę Mahabharaty wplecione są pół-niezależne struktury tekstu o charakterze fabularnym, moralnym czy religijnym. Osią fabuły Mahabharaty jest spór Kaurawów, stu synów ślepego władcy Dhrytarastry pod wodzą Durjodhany, i Pandawów, pięciu synów brata Durjodhany Pandu pod wodzą Judhiszthiry, o panowanie nad królestwem, zakończony zwycięstwem Pandawów. Kluczowymi postaciami eposu są Bhiszma, stanowiący wzór idealnego księcia, i Kriszna, boski woźnica jednego z Pandawów Ardżuny. Późną, ale szczególnie ważną częścią Mahabharaty jest Bhagawadgita, mająca postać pouczeń i odpowiedzi o charakterze etycznym i filozoficznym, których udziela Kriszna Ardżunie przed bitwą. Bhagawadgita ma kluczowe znaczenie dla religijności większości hinduistów, nie tylko czcicieli Kriszny – nazywana jest nawet „biblią hinduizmu”.
W dziedzinie życia politycznego w okresie cywilizacji doabu nastąpił ostateczny rozkład wspólnoty plemiennej i ukształtowanie się monarchii, a także republik. Prawdopodobnie istniały ostre konflikty między władcami a braminami, usiłującymi narzucić władcom rolę strażników obyczajowości. Ugruntowało się też przekonanie o wyższości braminów nad kszatrjami. Wielkie zmiany zaszły w życiu społecznym tego okresu to przede wszystkim ukształtowanie się pod wpływem myśli bramińskiej doktryny warnaśrama-dharmy, czyli sposobu postępowania właściwego dla określonej warny i okresu życia. Zmianie uległy nie tylko obyczaje braminów i kszatrjów, ale też warstw niższych. Pozycja śudrów polepszyła się wraz z rozwojem gospodarczym cywilizacji, jednocześnie wykształciło się silne zróżnicowanie w obrębie tej warny. Nie istniały jeszcze jednak w tym okresie sztywne reguły dziedziczenia zawodu ani endogamiczności. Dużą rolę odgrywały w tym okresie ludy leśne, Nagowie, uznawane za wysoko stojące w hierarchii społecznej. Upowszechnianie się zalążków systemu kastowego trwało powoli – przez długi okres istniały jeszcze znaczne grupy, które nie poddały się dominacji braminów, wratja – koczownicza, pierwotna ludność aryjska odrzucająca podział na warny i niszada – niezależna ludność niearyjska posiadająca własnych władców.

## Rozwój hinduizmu indyjskiego

### Kryzys braminizmu i początek nowych ruchów religijnych w epoce Magadhy

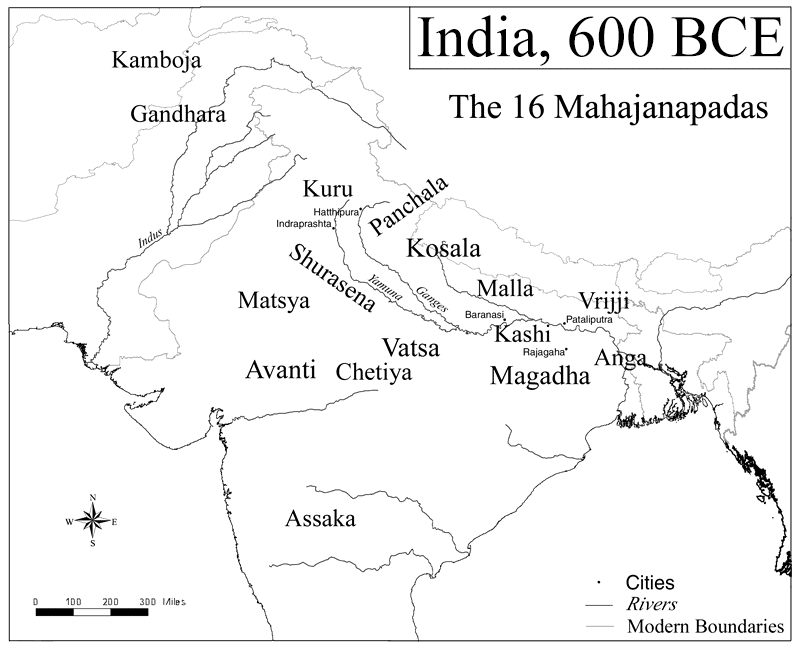
16 królestw indyjskich epoki Magadhy

Epoka Magadhy to umowna nazwa okresu od VI w. p.n.e. do objęcia tronu Magadhy przez Ćandraguptę. Charakteryzuje się ona wzrostem znaczenia państw oraz wzrostem ich wielkości. Spośród 16 państw, na które podzielone były Indie, największe znaczenie miały wtedy Awanti wokół dzisiejszego Udźdźainu, kolebka języka pali, Watsa, prawdopodobnie kontynuująca tradycje Bharatów, Kośala, kolebka Buddy, a przede wszystkim Magadha, która przed Ćandraguptą przyjęła dźinizm i miała władców pochodzących z niższych warn. Okres ten to czas kryzysu wewnętrznego braminizmu i powstania w związku z tym nowych religii – buddyzmu, dźinizmu, kultu Kryszny i innych, mniej istotnych - adżiwików czy materialistów. Ważnymi zjawiskami w tej epoce są także wpływy kultury perskiej i greckiej – Persowie, a od czasów Aleksandra Wielkiego Grecy, kontrolowali dolinę Indusu. Rozbicie drobnych państw zachodu Indii przez Greków było ważnym czynnikiem umożliwiającym rozprzestrzenienie się buddyzmu i budowę imperium Guptów w kolejnej epoce. Wczesne teksty buddyjskie przyniosły także informacje o Południu – prawdopodobnie właśnie w okresie Magadhy rozwinęło się tam rolnictwo i weszło w użycie żelazo, być może pod wpływem misji buddyjskich.
Powstanie nowych religii nie można traktować jako wydarzenia o charakterze rewolucyjnym. Ich rozprzestrzenienie się wprawdzie było możliwe dzięki temu, że system ofiar nie zaspokajał już potrzeb religijnych cywilizacji na tym etapie jej rozwoju i temu, że były one coraz większe i bardziej kosztowne, stawały się więc wielkim ciężarem dla społeczeństwa. Mimo to trzeba podkreślić, że oprócz zerwania z tradycjami braminizmu, w nowych religiach ma jednak miejsce także kontynuacja od dawna zarysowujących się w nim nurtów rozwojowych - już upaniszady zarysowały przecież nową koncepcję Bytu, w której ofiara nie odgrywała już roli centralnej. W tym sensie buddyzm i dźinizm nie stanowiły zerwania z tradycją bramińską, ale były jej kontynuacją. Reformatorzy braminizmu mieli też swoich poprzedników, np. idee Buddy antycypował Uddaka, a Mahawiry Parśwa. Dlatego też sukces buddyzmu nie może być wyjaśniony jedynie w kategoriach opozycji ludu wobec ofiary, ale musi być też tłumaczony treścią nowej nauki i sposobem jej głoszenia i tym, że trafiała w potrzeby społeczne nadchodzącej epoki. Trzeba też podkreślić, że rozpowszechnianie się buddyzmu w Indiach nie wywołało gwałtownych konfliktów zbrojnych ani wojen religijnych.
W okresie Magadhy zdobywa wielką popularność także kult Kryszny, wyznawany dotąd wśród ludów pasterskich. Dzieli on z buddyzmem i dźinizmem charakter opozycji wobec braminizmu a jego rozwój ma zbliżone przyczyny, w odróżnieniu od nich w kolejnych etapach rozwoju religii indyjskich wpasował się w hinduizm, stając się nawet jednym z jego najważniejszych nurtów. Początkowe rzadkie przedstawienia Kryszny mówiły o nim jako o ciemnoskórym, tubylczym (samo słowo Kryszna znaczy „czarny”, do dziś popularne są przedstawienia Kryszny jako niebieskoskórego) demonie przeciwstawiającym się aryjskiemu Indrze. Następnie występował jako bóg-pasterz (być może początkowo heros plemienny) pasterskiego plemienia Jadu. Mahabharata ukazuje już Krysznę jako całkowicie zasymilowanego przez społeczeństwo indo-aryjskie, ukazując go zarazem w roli jednocześnie bóstwa i bohatera. Kult Kryszny złączył się szybko także z przedaryjskim kultem bogini-matki - jego partnerkami stawały się boginie plemienne i leśne. Proces ten doprowadził do zaniechania składanych tym boginiom dawniej ofiar z ludzi. W VI w. plemię Jadu już nie istniało, kult Kryszny nadal jednak koncentrował się wokół Mathury. Głównym czynnikiem łączenia się kultów różnych bogów było to, że plemiona zbierackie i pasterskie przechodziły na osiadły tryb życia, ale też niejednokrotnie plemiona rolnicze były zmuszone porzucić uprawę roli ze względu na nieprzyjazne warunki naturalne. Stopniowo kult Kryszny wyparł przede wszystkim kult dotąd najważniejszego Indry. O przemieszaniu się kultów świadczy fakt, że w Maghabharacie aryjski Indra ratuje przed gniewem przedaryjskiego Kryszny resztki zamieszkujących dżunglę Nagów, Kryszna zaś opiekuje się stadami koczowniczych aryjskich Pandawów i pomaga im wypalać lasy.

### Hinduizm a nowe religie w epoce Mauriów

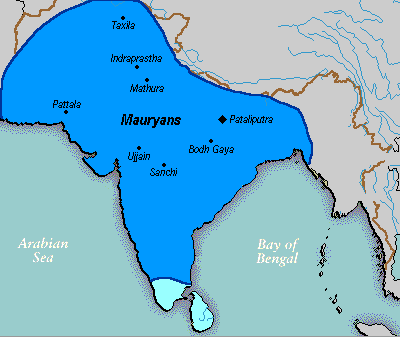
Największy zasięg Imperium Mauriów

Najazd Aleksandra Wielkiego był jednym z czynników, które doprowadziły do szybkich zmian w życiu politycznym Indii. Zamęt umożliwił Ćandragupcie Maurii, osobie nieznanego pochodzenia, obalić dźinijską dynastię Nandów i zająć tron Magadhy. Z pomocą bramina Kautiliji Ćandragupta opanował Indie środkowe i wschodnie, tworząc pierwsze indyjskie imperium. Kolejnymi władcami byli Bindusara i Aśoka, który przeszedł na buddyzm, zakazał ofiar i próbował rządzić pokojowo i sprawiedliwie, wcielając w życie oparty na buddyzmie system polityczny dhamma. Po śmierci Aśoki państwo rozpadło się na kilka rywalizujących części. W okresie tym ostatecznie w skład cywilizacji indyjskiej weszło Południe, do którego także docierał buddyzm, tworzące własną literaturę Sangam i państwa: Ćolów, Pandjów i Ćerów. Miały też miejsce najazdy Mauriów na Południe, które było od nich częściowo zależne politycznie. Epoka Mauriów jest także okresem kolonizacji obszarów słabo zaludnionych, szybkiego rozwoju rolnictwa, rzemiosła, handlu i gospodarki pieniężnej.
Epoka Mauriów to okres umysłowego i religijnego fermentu – obok triumfujących buddyzmu i dżinizmu istniało wiele ruchów antybramińskich, a nawet ateistycznych, przeciwstawiających się dominacji kapłanów i odrzucających ofiary. Także krystalizujące się w tym okresie wisznuizm i śiwaizm, główne nurty hinduizmu, powstawały w opozycji do religii ofiary. Buddyzm i dźinizm wypracowały własne kanony, wisznuizm i śiwaizm przyjęły kanon pism wedyjskich, wpisując się tym samym w powstający hinduizm. Istniało też wiele mniejszych kultów – kontynuowali działalność adźiwikowie, istniały kulty Brahmy, Surji, Lakszmi, wężów, drzew, różnorodnych złych i dobrych istot duchowych klasyfikowanych wspólnie jako „demony”. Materialistyczne sekty ćarwaków i lokajatów tego okresu odrzucały praktyki ascetyczne i zalecały hedonizm. Lokajata miała pewien wpływ na doktryny polityczne Mauriów.
Buddyzm konfrontował ideały upaniszad z tradycją przedaryjską. Osiągnął większy sukces niż rygorystyczny dźinizm, ale już sto lat po śmierci Buddy wystąpiły w nim ostre podziały. Próbował im przeciwdziałać Aśoka, jeden z największych władców indyjskich, za którego panowania buddyzm stał się główną religią Imperium Mauriów. Zakaz ofiar wprowadzony przez Aśokę upowszechnił się i stanowił ostateczne zerwanie z braminizmem.
Krytyka braminizmu przeprowadzona przez sekty nieortodoksyjne doprowadziła do ukształtowania się w nim nowych kierunków, przejmujących część ideałów nowych ruchów, ale zachowujących jednocześnie wiele istotnych cech braminizmu, zwłaszcza szacunek do wed i zastanego systemu społecznego. Kształtowanie się wisznuizmu trwało bardzo długo – Wisznu znany jest Rygwedzie jako bóstwo solarne, był jednak w religii aryjskiej bogiem mało znaczącym i niepodobnym do jego późniejszych wyobrażeń. Przełomem w kształtowaniu się wisznuizmu było utożsamienie wedyjskiego Wisznu z lokalnego pochodzenia Kryszną czczonym jako Bhagawat oraz herosem Narajamą. Ten synkretyczny kult w ciągu kilku stuleci rozprzestrzeniał się z Mathury po Indiach zachodnich i północnym Dekanie, być może już w epoce Mauriów docierając na Południe – przebieg tego procesu jest dość dobrze udokumentowany przez świadectwa archeologiczne w postaci inskrypcji. Prawdopodobnie przyczyną tego było to, że karma-joga, doktryna skodyfikowana w Bhagawadgicie, szczególnie dobrze przyjmowała się w epoce fermentu religijnego – godziła bardzo różnorodne drogi duchowe, takie jak asceza i wyrzeczenie (niwrytti), ideały życiowego obowiązku (prawrytti), drogę do zbawienia poprzez czyn (karma), szacunek do duchowej wiedzy (dźńana) i uwielbienie bóstwa (bhakti). Jedną z głównych przyczyn sukcesu wisznuizmu było więc pogodzenie w nim różnych dróg do zbawienia, charakterystyczne dla niego także w następnych epokach.
Kult Śiwy jest prawdopodobnie przedaryjski. Rozwinął się nieco wcześniej niż wisznuizm, już w kilku tekstach epoki upaniszad Śiwa określany jest jako mahadewa, naczelne bóstwo całego panteonu. Mimo dawnego pochodzenia, pozycja śiwaizmu w epoce Mauriów nie była jednak jeszcze bardzo silna. Działała w tym okresie najstarsza sekta śiwaicka, paśupatowie, pragnąca uzyskać wyzwolenie od cierpienia poprzez ascetyczne praktyki fizyczne i umysłowe. Już w tym okresie śiwaizm kładł nacisk na rygorystyczne drogi do wyzwolenia, oddzielając zwyczajnych pobożnych wyznawców od różnego rodzaju ascetów i zwracając szczególną uwagę na praktyki jogi. Wśród ludu kult Śiwy zdobywał jednak popularność w wersji uproszczonej, w której Śiwa identyfikowany był z wedyjskim bóstwem Rudrą. Śiwa znany jest Mahabharacie, a z czasów Aśoki pochodzą jego posążki emitowane przez skarb państwa. Kult Śiwy, mimo małej jeszcze liczby wyznawców, istniał w całych Indiach, a na Południu, gdzie bóstwo opisywane jest w literaturze sangam, rozwinął się szczególnie wcześnie. Formował się długo i z bardzo różnorodnych elementów – obecnie Śiwa jest bóstwem łączącym w sobie sprzeczne właściwości. W epoce Mauriów nie był jeszcze jego częścią składową charakterystyczny dla niego w kolejnych epokach kult lingama.
Podstawowym podziałem społeczeństwa epoki Mauriów był nadal podział na cztery warny, rzeczywistość społeczna tego okresu była jednak coraz bardziej skomplikowana – wraz z coraz większym dystansem bramińskich koncepcji społecznych od rzeczywistości pisma bramińskie coraz bardziej podkreślają jednak potrzebę jego konserwacji. Warna bramińska miała dominującą pozycję, wraz z rozwojem stratyfikacji społecznej zdarzali się jednak coraz częściej bramini uprawiający rolę, czy zajmujący się rzemiosłem. Warna kszatrjów, z której pochodzili władcy, zajmowała drugą pozycję, choć teksty dźinijskie i buddyjskie sprzeciwiają się temu stanowi rzeczy. Rywalizacja i wrogość braminów i kszatrjów należała już w tym okresie do przeszłości, jako że w nowej rzeczywistości społecznej i religijnej kszatrjowie potrzebowali uzasadnienia teoretycznego zajmowanej pozycji, której mogli dostarczyć im jedynie bramini. Także wśród kszatrjów zaczęły się zresztą rysować podziały – część z nich to władcy ich rodziny, część to urzędnicy, znaczna większość to żołnierze o zróżnicowanym stanie majątkowym.
Z kultury epoki Mauriów nie dotrwało do naszych czasów bardzo wiele. Był to okres, w którym coraz większego znaczenia nabierał sanskryt, znany jednak jedynie ludziom wykształconym i zamożnym - nawet na dworze Aśoki używano prawdopodobnie prakryty Magadhi, znanego ze słynnych inskrypcji tego władcy. Lud mówił prakrytami, językami wywodzącymi się z sanskrytu, z których wywodzą się istniejące do dziś języki indoaryjskie - prawdopodobnie wczesne pisma buddyjskie redagowane były w zbliżonych do magadhi dialektach wschodnich Indii, a pali i sanskryt nabrały znaczenia w buddyzmie później. Istniało wielu gramatyków języka sanskryckiego, którzy nadali mu klasyczną formę - Panini, Wjadi, Katja, a później Patańdźali - okres ich życia jest jednak trudny do ustalenia, mogli żyć także w epokach późniejszych. Większość utworów literackich epoki nie zachowała się - większe znaczenie mają Arthaśastra Kautilji, Kalpasura Bhadrabahu, buddyjski traktat Kathawathu i powstała prawdopodobnie nieco później Mahabhaszja Paniniego. W architekturze zaczęto używać kamienia, dzięki czemu niektóre budynki z epoki Mauriów dochowały się do dziś (m.in. resztki pałacu w Pataliputze, sanktuaria Barabar i Nagardźuni) – indyjskie pałace i świątynie tego okresu stanowiły przedmiot podziwu Greków i Chińczyków. Rzeźba kamienna jest natomiast jeszcze dość toporna i naśladuję rzeźbę drewnianą.

### Przeobrażenia religijne w okresie przejściowym

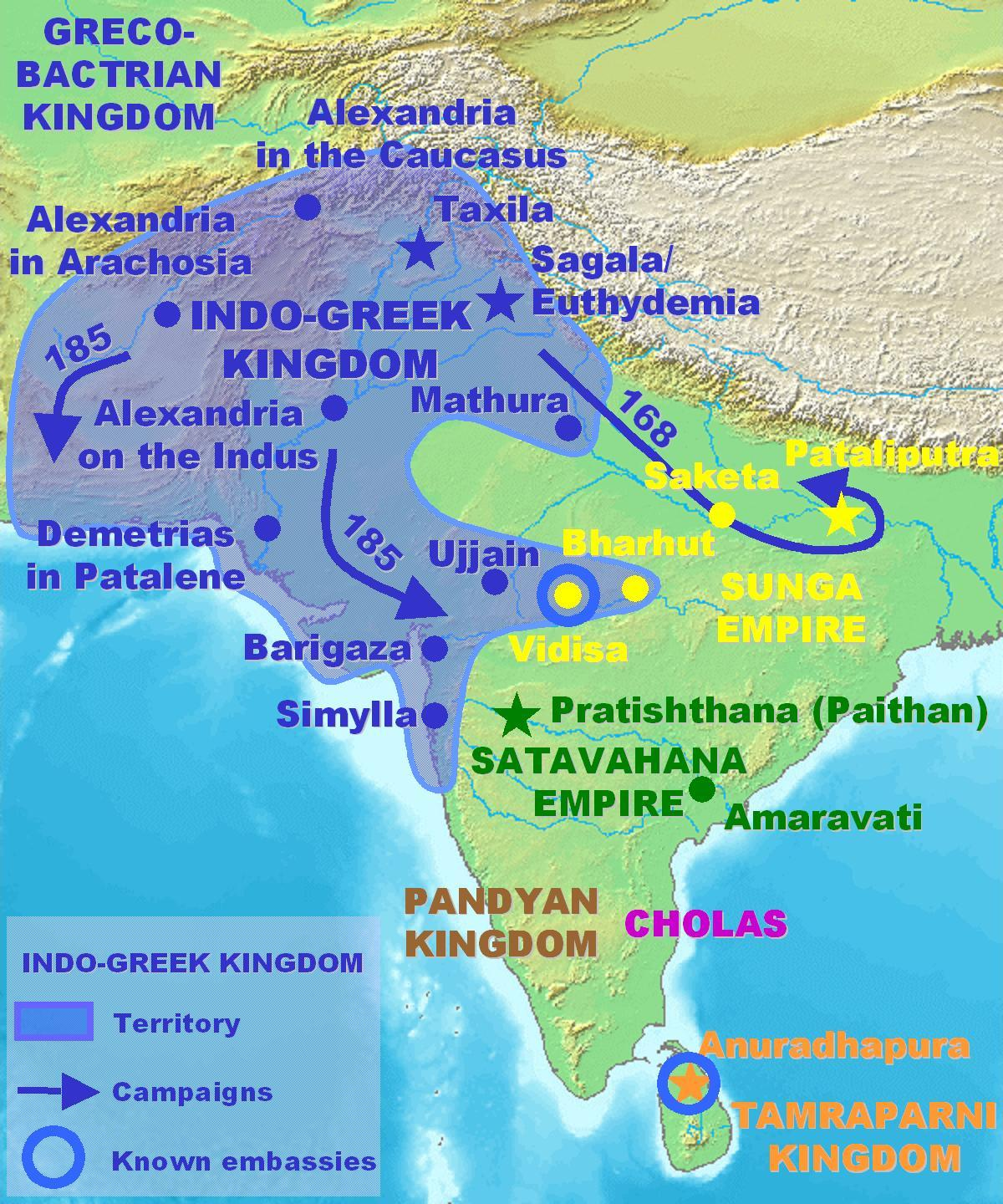
Indie i państwa indo-greckie

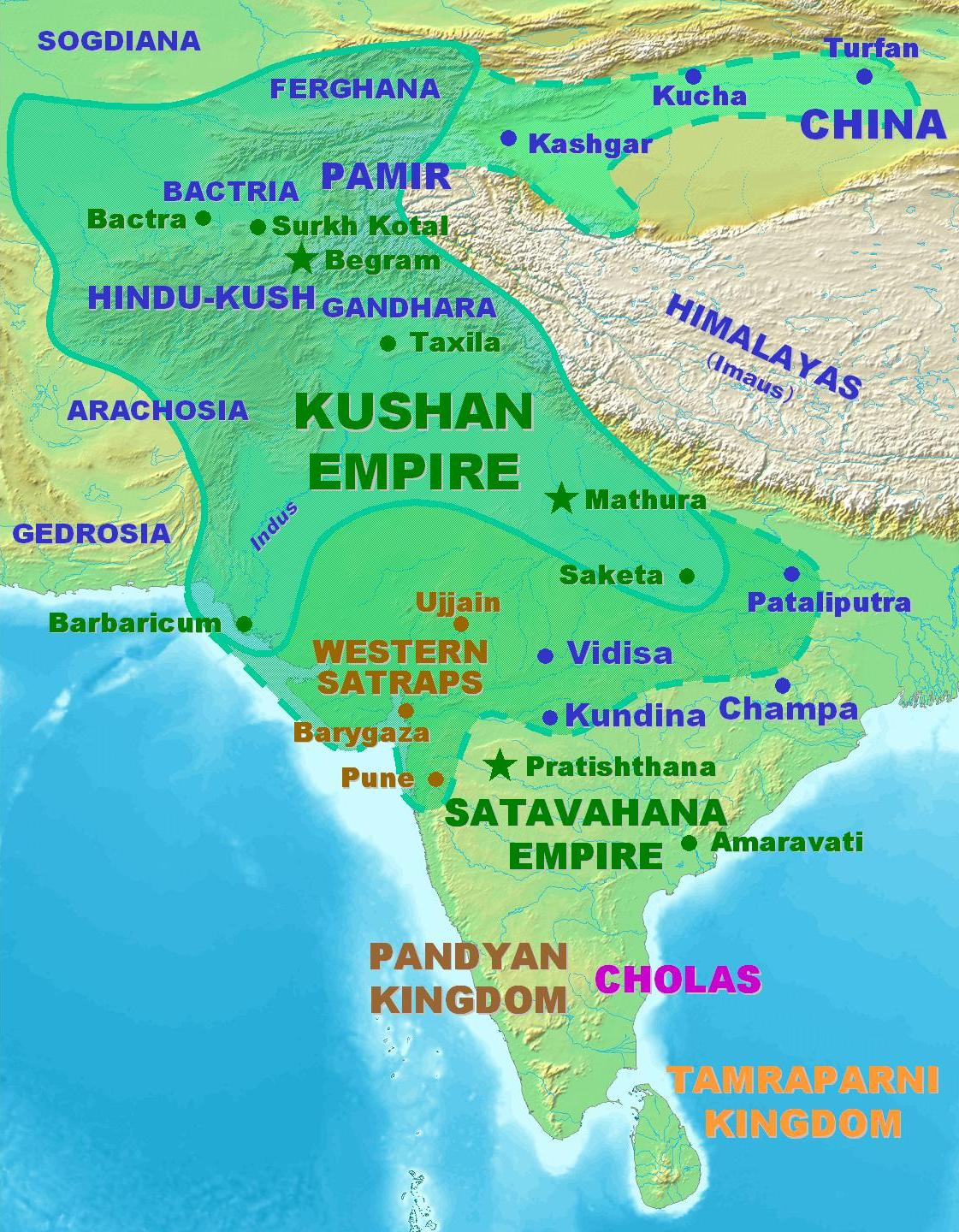
Indie i Imperium Kuszanów

Okres przejściowy od Imperium Mauriów do Imperium Guptów trwał między II w. p.n.e. a IV w. n.e. W 184 p.n.e. (?) Bryhadratha, ostatni przedstawiciel dynastii Mauriów, został zamordowany przez Puszjamitrę, twórcę Imperium Śungów. W wyniku upadku Mauriów wiele regionów zachodu Indii i Południa uniezależniło się politycznie. Państwa Południa stały się zamożne i silne, m.in. dzięki rozwiniętym stosunkom handlowym z Rzymem. Zachód dostał się na długo pod panowanie Greków, którzy przeszli na buddyzm. Miało też miejsce wiele najazdów z Zachodu i północy. Imperium Śungów przetrwało ponad sto lat - według przekazów buddyjskich miało być przeciwne buddyzmowi, przeczą temu jednak zachowane monumentalne budowle buddyjskie. Po upadku Śungów do 27 p.n.e. rządzili Magadhą Kanwowie. Silne i istniejące długo państwa, Kalinga, a szczególnie Andhra (Imperium Satawahanów), odpierające najazdy z Zachodu i prawdopodobnie niechętne Śungom, powstały w Dekanie. Państwa indo-greckie rozbili Śakowie, a następnie (I w.) Kuszanowie (Yuezhi), którzy utworzyli własne imperia, wzorowane na Persach i Grekach.
Dzieje polityczne Północy okresu przejściowego są zawiłe i pełne luk faktograficznych. Na Południu (Tamiżhakam) omawiany okres był natomiast okresem rozkwitu, handlu z Rzymem i Indonezją, rozwoju tamilskiej literatury sangam (Tolhappijam, Ettuttogai, Pattupattu) oraz silnych państw - Ćolów i Pandjów na wybrzeżu południowo-wschodnim oraz Ćerów na wybrzeżu południowo-zachodnim. Proces rozpowszechnienia się na Południu bramińskiej struktury społecznej typowej dla hinduizmu nie jest dla historyków jasny, budzi wśród nich spory i zakończył się późno, ok. VI w. n.e. Sporny też jest zakres, a nawet samo istnienie wpływów sanskrytu na wczesną literaturę tamilską. Szczególnie miasta handlowe Południa miały charakter otwarty i kosmopolityczny. Także obecnie system kastowy, religia i cała kultura Południa różni się od kultury Północy. W czasach przed przyjęciem północnych form religijnych czczono prawdopodobnie przede wszystkim kamienie postawione ku czci poległych wojowników. Około I w. p.n.e. warstwy wyższe Południa, do których najwcześniej dotarły wpływy aryjsko-sanskryckie, czcili już Śiwę, Balaramę, Krysznę i Subrahmanję. Wśród ludu popularny był natomiast lokalny kult orgiastyczny czczonego darami i tańcem bóstwa wojny i płodności Murugama. Bóstwo to miało pewne podobieństwa do Śiwy, dlatego też jego kult ulegał stopniowej syntezie z śiwaizmem, który do dziś jest na Południu szczególnie popularny.
Na Północy życie religijne, a zarazem społeczne, kształtują dwa procesy: stale malejące znaczenie wedyjskiego rytuału i stale rosnące znaczenie systemu kastowego. Przeobrażeniom ulega buddyzm, z którego wyłania się mahajana, poddana wpływom niebuddyjskim i przybierająca charakter teistyczny. Funkcje bankierskie klasztorów buddyjskich wpłynęły na ich dobrą koegzystencję z braminami – styl życia mnichów zmieniał się, w czym tkwią zalążki przyszłego kryzysu buddyzmu. Na skutek przejęcia wielu twórczych idei buddyjskich przez nurty bramińskie nowatorska rola buddyzmu zmniejszyła się. Wszystkie religie indyjskie przechodzą procesy asymilacyjne, syntetyzujące i adaptacyjne - buddyści i wyznawcy kultów „hinduistycznych” wzajemnie zapożyczają od siebie koncepcje etyczne i ludowe wierzenia, Grecy przechodzą na buddyzm, a nawet na wisznuizm (o czym świadczy przykład Heliodorosa z Takszaśili), sztuka buddyjska ulega wpływom hellenistycznym. Różne kulty zdobywają nowych wyznawców, dzielą się lub stapiają z dawniejszymi. Wzrasta znaczenie wsi i kultów lokalnych, przy czym następuje (przy zachowaniu różnic) ich utożsamienie z kultami ogólnoindyjskimi - kulty ogólnoindyskie będą odtąd wykazywać ogromną różnorodność wewnętrzną. Do kultu ogólnego przenikały bóstwa plemienne, rosła ranga kultu płodności, Bogini Matki i przyrody. Powiększenie się liczby szeroko znanych bóstw nie przeszkadzało rozwojowi tendencji do monoteistycznego rozumienia religii.
Przemiany te odzwierciedliły się zwłaszcza w wisznuizmie i śiwaizmie, które podzieliły się wewnętrznie wchłaniając niespójne kulty lokalne, zarazem jednak przychylały się do monoteizmu. W obu nurtach narastała tendencja do uwielbienia osobowego bóstwa w sposób emocjonalny - wcześniej i silniej tendencja ta rozwinęła się w wisznuizmie, w którym pojawił się nurt bhakti, przejawiający się w ekstatycznym uwielbieniu Wasudewy-Kryszny, przez wieki wywierający znaczny wpływ na kulturę, literaturę i życie społeczne całych Indii. W śiwaizmie uwielbienie bóstwa osobowego miało silniejszy związek ze zasymilowanymi kultami lokalnymi, szczególnie na Południu, gdzie kult Śiwy stopił się z kultem tamilskiego bóstwa Murugana. Śiwaizm złączył się też silniej niż wisznuizm z kultami płodności, a dużego znaczenia nabrał w nim przedaryjski kult lingama i sekty lingajatów. Śakowie przynieśli do Egiptu irański kult Mitry, który wywarł duży wpływ na wisznuizm i kult słońca. Pojawiło się także chrześcijaństwo, istniejące na Południu prawdopodobnie już w I w. n.e., przy czym indyjskie przekazy o działalności Tomasza Apostoła mają charakter pół-legendarny. Misjonarze syryjscy nawrócili wielu Hindusów na Południu, a chrześcijaństwo zostało zaakceptowane w tamtejszym społeczeństwie.
Tradycja wedyjska przechowała się wśród warny bramińskiej, która jednak także ulegała znacznym przeobrażeniom. Bramini usiłowali wpasować nowe kulty w ramach kultów dawnych, a nawet przypasować nowe ideały do ideałów wedyjskich. Rozwijali purany, a godzić nowe ideały z dawnymi próbowali np. w dodatkach do eposów, zwłaszcza w Bhagawadgicie. Bramini coraz bardziej odchodzili od funkcji ofiarnych, typowo kapłańskich i związanych z pasterstwem, a w społeczeństwie rolniczym zaczęli pełnić funkcje grupy wykształconej. Przy uroczystościach państwowych, wiejskich i rodzinno-kastowych mnisi buddyjscy nie mogli pełnić tradycyjnych funkcji - pozostawało to więc w gestii braminów, których znaczenie społecznie nie malało. Zajmowali się też kalendarzem, miernictwem, terminami prac na polach, byli uczonymi i nauczycielami, lekarzami i czarownikami. Wraz z wchłanianiem kultów plemiennych warstwa bramińska wchłaniała także plemiennych czarowników i znachorów - proces ten doprowadził prawdopodobnie do ukształtowania się warstwy bramińskiej Południa. Te wchłonięte warstwy społeczeństw plemiennych przyspieszały syntezy kultów, np. bóstwa żeńskie kultów płodności zostały przypisane bóstwom męskim jako ich małżonki. Warna bramińska różnicowała się według funkcji i majątku, spajała jednocześnie różne niearyjskie warstwy „kapłańskie” w jedność. Doprowadziło to do rozprzestrzenienia się w całych Indiach sanskrytu i kultury sanskryckiej i pewnego ujednolicenia kultury różnych części Indii. Nierówność społeczna była w interesie warstw rządzących, także samych braminów - ruchy pozahinduistyczne nie miały dla niej uzasadnienia religijnego, co prowadziło do zmniejszania się ich roli politycznej, a tym samym powolnego zmierzchu. Cześć braminów znalazła się jednak w trudnym położeniu materialnym i musiała zajmować się dopuszczalnym dla nich przez Manusmryti tylko warunkowo rolnictwem i rzemiosłem, a nawet działalnością przestępczą, co opisuje Gliniany wózek Śudraki.
Dla dziejów religii największe znaczenie mają przeobrażenia warstwy bramińskiej, nowe podziały zawodowe i różnice majątkowe wykształciły się jednak także w pozostałych warstwach. Porządek warnowy istniał jednak nadal, stał się jednak bardziej symboliczny i religijny, a w społeczeństwie największe znaczenie osiągnęła instytucja dżati (kasty). Wśród kszatrjów występowały migracje związane z rozwojem wojsk najemnych - ich liczba spadła, a znaczenie malało w związku z pojawianiem się władców z niższych warn. Wielu śudrów (przeważnie usługodawców) bogaciło się, zyskując większe realne znaczenie niż teoretycznie wyżsi w hierarchii warnowej wajśjowie (rolnicy). Na Południu warny wprowadzono sztucznie dopiero po wprowadzeniu dżati - w opinii ortodoksyjnych braminów cała ludność Południa zaliczała się do śudrów, a tylko pełniła funkcje kszatrjów i braminów, co prowadziło do wzajemnych niechęci Północy i Południa. Pojęcie dżati wywołuje problemy definicyjne - mówiąc najogólniej, dżati to endogamiczna, dziedziczna grupa występująca na danym terytorium (przeważnie etnicznym), do której przypisany jest określony zawód lub grupa zawodów, charakteryzująca się wspólną obyczajowością rodzinną, zawodową i pozazawodową, zajmująca określone miejsce w hierarchicznym systemie ogółu dżati. Definicja taka zbliża się do ścisłości tylko dla nieperyferyjnych regionów Indii i tylko dla kilku ostatnich wieków. Wymienione cechy dżati mogą nie występować wcale lub występować luźno w zależności od okresu historycznego, regionu i konkretnej dżati - niektóre bowiem mogą być związane ściślej, inne luźniej. Częstym aspektem „dżati” jest też aspekt etniczny - dżati bywają często, zwłaszcza na terenach peryferyjnych, raczej grupami etnicznymi lub językowymi niż zawodowo-rodzinnymi. Cały system dżati nazywa się „systemem kastowym” - podobnie jak same dżati, może być on mniej lub bardziej rygorystyczny. Dżati nie są odgórnym wymysłem braminów - pojawiły się organicznie wraz z rozwojem społeczeństwa etnicznego. Mimo braku możliwości dokładnego zdefiniowania dżati i ich zmienności w przestrzeni i w czasie, wywierają one przemożny wpływ na życie większości Hindusów. Na wsi dżati powstały na skutek rozbicia wspólnot plemiennych i pojawiających się w związku z nim zróżnicowania majątkowego, które ulegało skostnieniu. Rozwój gospodarczy wywołał potrzebę podziału pracy, co było kolejnym czynnikiem kształtującym dżati, tak na wsi, jak i w mieście. Słaby rozwój miast prowadził do autarkii gospodarczej wsi, przez co produkcja rzemieślnicza koncentrowała się głównie w nich, nie w miastach  – kolejny czynnik wzmacniający potrzebę podziału pracy a wsi indyjskiej. Rozpowszechniło się powoli tabu stołu - zakaz przyjmowania jedzenia od członków innych dżati. Reguła ta była wygodna dla władców, znosiła bowiem typowe dla poprzednich okresów tendencje demokratyczne i republikańskie. Ta reguła i dawniejsze reguły rytualne przyczyniły się do uformowania koncepcji nieczystości, do V w. n.e. w pełni uformowane w pojęciu apapatra (pariasa, pozakastowego, nieczystego) – ten, kto tracił z jakichś powodów przynależność do kasty nie mógł przyjmować pożywienia od innych kast, co ostatecznie doprowadziło do przekonania o jego rytualnej nieczystości. W obręb bramińskich teorii warnowych włączyła dżati świadomość mieszania się warn - członkowie różnych warn nie byli według braminów równi, gdyż byli mniej lub bardziej zmieszani z członkami warn wyższych lub niższych. Wykrystalizowała się także tendencja do usprawiedliwiania dżati z prawem karmana - ten, kto urodził się w wyższej dżati, zawdzięcza to dobremu powstępowaniu w poprzednim wcieleniu i jest bliżej wyzwolenia z łańcucha samsary. W kolejnych wiekach powstawały koncepcje religijne odrzucające porządek kastowy, nie przyczyniły się one jednak do zmian tego porządku - miały raczej wymiar religijny i symboliczny niż reformatorski i rzadko rzeczywiście godziły w indyjski ład społeczny.

### Hinduizm w epoce klasycznej

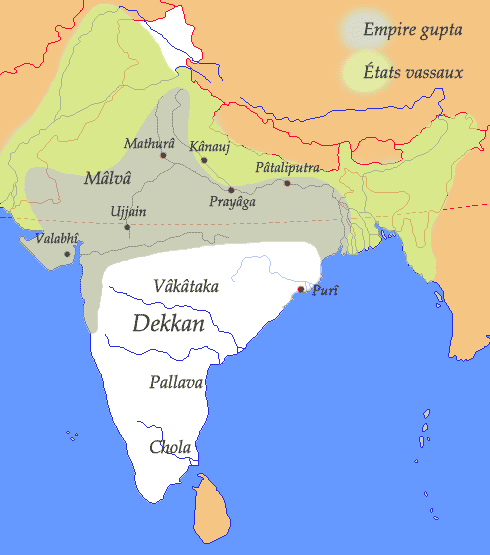
Imperium Guptów

Okres od IV do VII w. uznaje się za klasyczny okresy cywilizacji i kultury Indii - nazywa się go „okresem klasycznym” lub „epoką Guptów”. Materiał faktograficzny dla tego okresu jest o wiele obfitszy niż dla poprzednich. Od osłabionego Imperium Kuszanów oderwało się wiele prowincji, a następnie ono samo stało się posiadłością Sasanidów. Początki wywodzącej się z Magadhy dynastii Guptów, od której omawiany okres bierze nazwę, nie są jasne i sięgają I-III w. Ćandragupta I, Samudragupta panowali nad większością doliny Gangesu, a wyprawiali się nawet na Południe, którego część była od nich zależna. Ćandragupta II rozszerzył władzę na zachodzie, Kumaragupta odpierał pierwsze najazdy Heftalitów, które jeszcze długo miały pustoszyć zachodnie Indie. Imperium Guptów nigdy nie było zwarte, a z biegiem lat i za sprawą najazdów postępowała jego dezintegracja i podział na wiele państewek. W VI w. Największe znaczenie miało państwo tzw. „późnych Guptów” oraz państwo Maukhariów, które w VII w. utworzyło „Imperium Harszy”, obejmujące większość Północy. W tych samych wiekach w Dekanie rozpadło się Imperium Satwahanów i pojawiły nowe dynastie - Ćudu, Ikszawaku i Abihirowie.
W epoce Guptów, którzy sami byli wisznuitami, pogłębiał się wewnętrzny kryzys buddyzmu w Indiach, a dźinizm coraz bardziej stawał się religią wąskiej elity. Nie oznaczało to powrotu do braminizmu, mimo że odnowiono wiele dawnych rytuałów. Hinduizm wchłonął już wiele elementów buddyjskich, rozwijała się także religia ludowa, upowszechnił się wtedy kult jakszów i nagów. Rozwinięty hinduizm spełniał lepiej potrzeby emocjonalne wyznawców niż dawny braminizm. Święta i pielgrzymki hinduistyczne nabierały znanych do dziś barwności i rozmachu. Po ubóstwieniu Buddy w Mahajanie mógł on wejść w skład wierzeń hinduistycznych (jako wcielenie Wisznu), co także przyczyniło się do zmniejszenia roli buddyzmu. Podobnie rozwój tantr w śiwaizmie zbliżył go do wadźrajany, co przydało mu nowych wyznawców.
Czasy Guptów nie są okresem ostrej walki o wyznawców, ale stopniowej i powolnej zmiany granic między wyznaniami. Źródłami sukcesu hinduizmu, obok wchłaniania elementów ludowych i buddyjskich, jest rozwój emocjonalnego traktowania więzi wyznawcy i bóstwa oraz postaw władców. Guptowie cechowali się tolerancją religijną, podobnie jak wiele innych dynastii tego okresu, i to właśnie ta tolerancyjna postawa przyczyniała się do rozszerzania granic zewnętrznych hinduizmu i jego wewnętrznej treści. Duże znaczenie miał także zachodzący w epoce Guptów proces nadań ziemskich, obejmujący w coraz większej mierze braminów i świątynie hinduistyczne. Proces zanikania buddyzmu w Indiach był jednak w tej epoce ciągle daleki od zakończenia - żyło wtedy wielu wybitnych myślicieli buddyjskich, jak Asanga czy Wasubandhu, a także dźinizm wciąż pozostawał popularny w Bengalu i na zachodnim wybrzeżu.
Epoka Guptów jest okresem rozkwitu cywilizacji indyjskiej - to wtedy główne szkoły filozofii indyjskiej (darśany) osiągnęły postać klasyczną. Zasługą klasycznych darśan jest to, że sformalizowały oparty na wedach system głównych wierzeń hinduistycznych, co pozwoliło na ostateczne oddzielenie się hinduizmu od buddyzmu i walkę z nim za pomocą myśli. Epoka Guptów to także „wiek złoty” literatury sanskryckiej - w epoce Guptów działali Kalidasa, Śudraka (około IV w. n.e.), Wiśakhadatta, Bharawi, Bhatti, Bhartryhari i Bana, a sanskryt stał się ostatecznie dominującym językiem sztuki i administracji indyjskiej. Wykształciła się także odrębna od buddyjskiej architektura i sztuka - zwłaszcza typowe hinduistyczne świątynie, z centralnym sanktuarium (garbhagryha) przykrytym płaskim dachem i strzelistą wieżą (śikhara), posiadającym także przedsionek (antarala) i pomieszczenie dla wiernych (mandapa). 
Rozwijały się misje i kontakty handlowe - buddyzm rozwijał się w Chinach i Azji Środkowej, hinduizm opanował Indochiny, Birmę, Tajlandię i Indonezję. Dwory i wyższe kręgi społeczne Azji Południowo-Wschodniej uległy hinduizacji. W późniejszych wiekach tereny te opanował jednak buddyzm i islam.

### Hinduizm na Południu do XI wieku
Od IV w. pojawia się więcej informacji o Południu. Wiąże się to z intensywnym procesem przejmowania wzorców z Północy przez wyższe warstwy społeczne, a następnie asymilacji ich przez warstwy niższe w połączeniu z elementami lokalnymi. Połączenie to wzbogaciło cywilizację indyjską o nowe elementy i wartości, często bardzo różne od Północnych. Na Południu obok sanskrytu duże znaczenie miały także języki lokalne, a zwłaszcza tamilski. Państwa były mniejsze niż na Północy, istniał stały konflikt o podłożu geograficznym między Tamil Nadu a zachodnim Dekanem. Do najważniejszych dynastii należeli Pallawowie, Wakatakowie, Kadambowie, Gangowie, Kalabrahowie, Ćalukjowie, Pandjowie i Rasztrakuci.
Wpływy Północne wiązały się ze wzrostem znaczenia braminów i wielkimi nadaniami ziemskimi dla nich. Bramini korzystali także na zaostrzającej się na Południu rywalizacji między buddyzmem a dźinizmem. Dźinizm ustępował śiwaizmowi, dodając do niego wiele własnych elementów. Władcy Południa stopniowo przechodzili na hinduizm, prawdopodobnie uznając ceremoniał wedyjski i bramińskie koncepcje społeczne za korzystne dla państwa. Wśród ludu do dużego znaczenia dochodziły bhagawatyzm (szczególna forma kultu Wisznu) i paśupatyzm (szczególna forma kultu Śiwy). Do ruchu bhakti, w którym uczestniczył także przede wszystkim przez lud, zostały włączone elementy lokalne. Powstały popularne hymny (zwłaszcza tamilskie) i kazania głoszone przez najanarów i alwarów, mówiące o miłości Boga, który pozwala zbliżyć się do siebie człowiekowi mimo jego niegodności, zebrane w Tirumurai i Nalajiprabandham.

### Hinduizm w XIX i XX wieku
W XIX i XX wieku myśl hinduistyczna zaczęła przechodzić zmiany, a to za sprawą myślicieli takich jak: Ramakryszna, Swami Wiwekananda, Ramana Maharshi, Swami Dayananda Saraswati czy Ram Mohan Roy. Charakterystyczne dla niej się stało przekonanie o równej świętości wszystkich religii, uznawanie ich doktryn za identyczne i pochodzące od tego samego Boga, łączenie różnych hinduistycznych ścieżek duchowych, łączenie filozofii Adwajta Wedanty z bhakti, kładzenie nacisku na monoteizm, uważanie natury każdej istoty za Boską, a także związek z jednym konkretnym przywódcą religijnym co wcale nie oznaczało konkurencji z innymi.

## Hinduizm poza Indiami
W dwudziestym wieku powstała duża diaspora hinduska na całym świecie. było to możliwe dzięki zelżeniu obowiązującego dawniej religijnego zakazu opuszczania Indii. Jej religijność nie różni się jednak bardzo od religijności przodków w Indiach.
Inny charakter ma tzw. „neohinduizm”, zespół poglądów łączących hinduizm z elementami innych religii (zwłaszcza buddyzmu, islamu i chrześcijaństwa) lub chcących w inny sposób zmodernizować hinduizm. Podstawowe cechy tych ruchów to misyjność (w dawniejszym hinduizmie obecna o wiele słabiej niż w chrześcijaństwie, buddyzmie i islamie) oraz synkretyzm religijny lub przynajmniej wchłanianie jakichś elementów pozaindyjskich (np. kojarzenie zachodniej etyki z ahinsą). Cechy te nadają neohinduizmowi charakter uniwersalistyczny, różny od dawnego hinduizmu, który podkreślał wprawdzie swoją uniwersalność, ale przeważnie wyłącznie w aspekcie teologicznym i eschatologicznym, w pozostałych aspektach będąc bardziej religią narodową Hindusów. Mimo tego uniwersalizmu, część ruchów neohinduistycznych nie odchodzi od hinduskich strojów, muzyki, trybu życia, rytuałów i obyczajowości. Do pionierów tych ruchów należało Self-Realization Fellowship założone w Kalifornii na początku XX w. przez Paramahansę Joganandę. Zwraca ono szczególną uwagę na krijajogę; dodaje do niej również pewne wątki chrześcijańskie, np. kojarząc dekalog z jamami. Elementy hinduistyczne przenikają do kultury zachodniej także w bardziej luźnej formie (np. jogi, często oderwanej od aspektu duchowego, czy medycyny ajurwedyjskiej). W połowie XX w. popularność uzyskał jogin i medyk Swami Siwananda, który założył 30 ośrodków jogi i medycyny, głównie w Kanadzie i na Bahamach. Jednym z większych ruchów jest Międzynarodowe Towarzystwo Świadomości Kryszny, powstałe w 1966, działające także w Polsce, prowadzące ożywioną działalność misjonarską i wydawniczą. W 1971 powstała Divine Light Mission (Misja Boskiej Światłości). założona przez 14-letniego guru Maharaża Dżi, która uzyskała popularność wśród młodzieży dzięki kursom jogi.
Do innych osób i organizacji dzięki którym hinduizm rozwijał się na Zachodzie należeli: Ramakryszna (i związana z nim organizacja Ramakrishna Math), Światowy Uniwersytet Duchowy Brahma Kumaris, Maharyszi Mahesz Jogi, Swami Wiwekananda, Sathya Sai Baba, czy Osho.